# سلطان ‌حسين
السُّلْطَانُ العَادِلُ الکَامِلُ الهَادِيْ الوَالِي الوَاثِقُ أَبُو المُظَفَّرِ سُلْطَانُ السَّلَاطِينِ الشَّاهُ سُلْطَانْ حُسَيْن پَادشَاه خَان بنُ الشَّاهِ سُلَيْمَان الصَّفَوِيُّ بَهَادُر خَان صَاحِبْقِرَان شَاهِنْشَاهُ فَارِس (بالفارسية: السلطان العادل الکامل الهادی الوالی الواثق ابوالمظفر سلطان بر سلاطین شاه سلطان حسین پادشاه خان بن شاه سلیمان الصفوی بهادرخان صاحبقران شاهنشاه فارس) (ربيع الآخر 1079هـ - 20 ربيع الأوَّل 1139هـ المُوافق فيه تشرين الأوَّل (أكتوبر) 1668م - 15 تشرين الثاني (نوفمبر) 1726م) ولد في أصفهان عاصمة الدولة الصفوية. تربى هذا الشاه على حب آل بيت رسول الله وكان معروف بتعصبة للمذهب الشيعي ولكنة لم يكن أبدا ظالما مع أهل السنة. وأصدر سلطان حسين الأول الصفوي مرسوماً فيه يجبر بالتحول القسري للزرادشتيين إلى الإسلام. تولى الحكم بعد وفاة أبية الشاه سليمان الصفوي وكان عهدة عهد رخاء في البداية إلا أن الدولة الصفوية كانت تتعرض لهجمات الأوزبك والعثمانين فضلا عن حدوث تمرد في قندهار، وحاول الشاه إخماد هذا التمرد وأرسل حاكم جديد إلى قندهار إلا أن المتمردين قتلوا الحاكم وقاموا بالهجوم على بقية الولايات بقيادة أحد امراء الأفغان هو ميرويس حتى سيطروا على كامل أفغانستان ثم هجموا على بلاد فارس بقيادة ابن ميرويس محمود هوتاكي. حاول الشاه صد قوات الأفغان لكن لم يتمكن بسبب عدم توفر القوات ثم تم محاصرة أصفهان وأرسل الشاه ابنة الأمير طهماسب إلى قزوين لجلب العساكر إلا أن الأفغان قد احتلوا العاصمة أصفهان وسجنوا الشاه ثم قتلوه. خلال حكم السلطان حسين الأول أُجبر الزرادشتيين على التحول القسري إلى الإسلام.